# Wandaden in Congo-Vrijstaat
De wandaden in Congo-Vrijstaat zijn misdaden die werden gepleegd in de periode van 1885 tot 1908 in de Congo-Vrijstaat, ook wel Onafhankelijke Congostaat genoemd en vanaf 1960 de Democratische Republiek Congo. Het was destijds een kolonie onder de persoonlijke heerschappij van koning Leopold II van België waarbij met name het winnen en exporteren van de latex voor de productie van rubber een grote rol speelde. 
Door epidemieën, hongersnood en geweld nam de omvang van de Congolese bevolking met, naar schatting, enkele miljoenen af. Epidemieën zoals slaapziekte, pokken, varkensgriep en amoebische dysenterie waren de belangrijkste oorzaken van de bevolkingsafname.
Rubber wordt gemaakt van latex en deze werd afgetapt uit planten, rubberlianen genoemd, soorten uit het klimplantengeslacht Landolphia. Rubberlianen groeien overal in het regenwoud en de Congolese bevolking kreeg een belasting opgelegd in de vorm van het leveren van latex. Inwoners van dorpen die onvoldoende latex leverden werden met de dood gestraft. Als bewijs van executies werden handen afgehakt en ingeleverd. 
Die gruwelijkheden werden vastgelegd door christelijke missionarissen die in Congo werkten en hun rapportages veroorzaakten internationale verontwaardiging. Een internationale campagne tegen Congo-Vrijstaat begon in 1890 en bereikte zijn hoogtepunt na 1900.

## Achtergrond

### Oprichting van de Congo-Vrijstaat

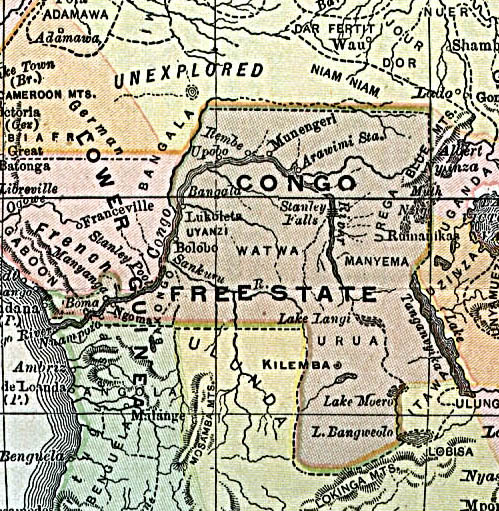
Kaart van de Congo-Vrijstaat in 1892

Nog vóór Leopold II koning werd van België in 1865, lobbyde hij bij binnen- en buitenlandse politici om een groot grondgebied in het Verre Oosten of Afrika onder heerschappij te krijgen, waardoor het Belgische prestige zou vergroten. Politiek gezien was kolonisatie echter niet populair in België, omdat het werd gezien als een riskante en dure onderneming zonder duidelijke voordelen voor het land. De vele pogingen van Leopold om politici te overtuigen hadden weinig succes.
Vastbesloten om zelf een gebied te zoeken dat hij kon koloniseren en geïnspireerd door recente verslagen van ontdekkingstochten door Europeanen in Midden-Afrika, begon Leopold een aantal gerenommeerde ontdekkingsreizigers te ondersteunen, waaronder Henry Morton Stanley. Leopold richtte de Association internationale africaine op, een ideële organisatie met als doel toezicht te houden op verkenning en onderzoek van het gebied rond de rivier Kongo, met als doel humanitaire hulp en beschaving aan de inwoners te bieden. Op de Koloniale Conferentie van Berlijn van 1884–85 erkenden de daar aanwezige vertegenwoordigers van 15 Europese mogendheden deze organisatie als soevereine staat, de Onafhankelijke Congostaat met een grootte van de 2.350.000 km2 op grond van het feit dat het een vrijhandelszone en een bufferstaat zou zijn tussen Britse en Franse invloedssferen. In de Vrijstaat oefende Leopold totale persoonlijke controle uit zonder veel delegatie aan ondergeschikten. Afrikaanse leiders speelden een belangrijke rol in het bestuur door het uitvoeren van opdrachten van de koning binnen hun gemeenschappen. Gedurende een groot deel van het bestaan van de Vrijstaat was de aanwezigheid van het bestuur van de koning op het geclaimde territorium echter fragmentarisch, met maar enkele beambten geconcentreerd in een aantal kleine en ver van elkaar gelegen handelsposten die slechts kleine hoeveelheden achterland beheerden. In 1900 waren er 3000 buitenlanders in Congo, van wie ongeveer de helft Belgisch was. De kolonie had voortdurend een tekort aan administratief personeel en beambten (in die periode tussen de 700 en 1500 mensen).
In de beginjaren van de kolonie was veel aandacht gericht op het vestigen en verstevigen van effectieve controle en handhaving, door Afrikaanse volkeren aan de rand van de kolonie die zich verzetten tegen de koloniale overheersing met militair geweld aan te pakken . Deze omvatten de stammen rond de rivier Kwango in het zuidwesten en de Uélé in het noordoosten. Een deel van het geweld van die periode kan worden toegeschreven aan Afrikaanse groepen die de koloniale steun gebruikten voor een onderlinge afrekening of bestuurders die handelden zonder goedkeuring van de koning.

### Economische en bestuurlijke situatie

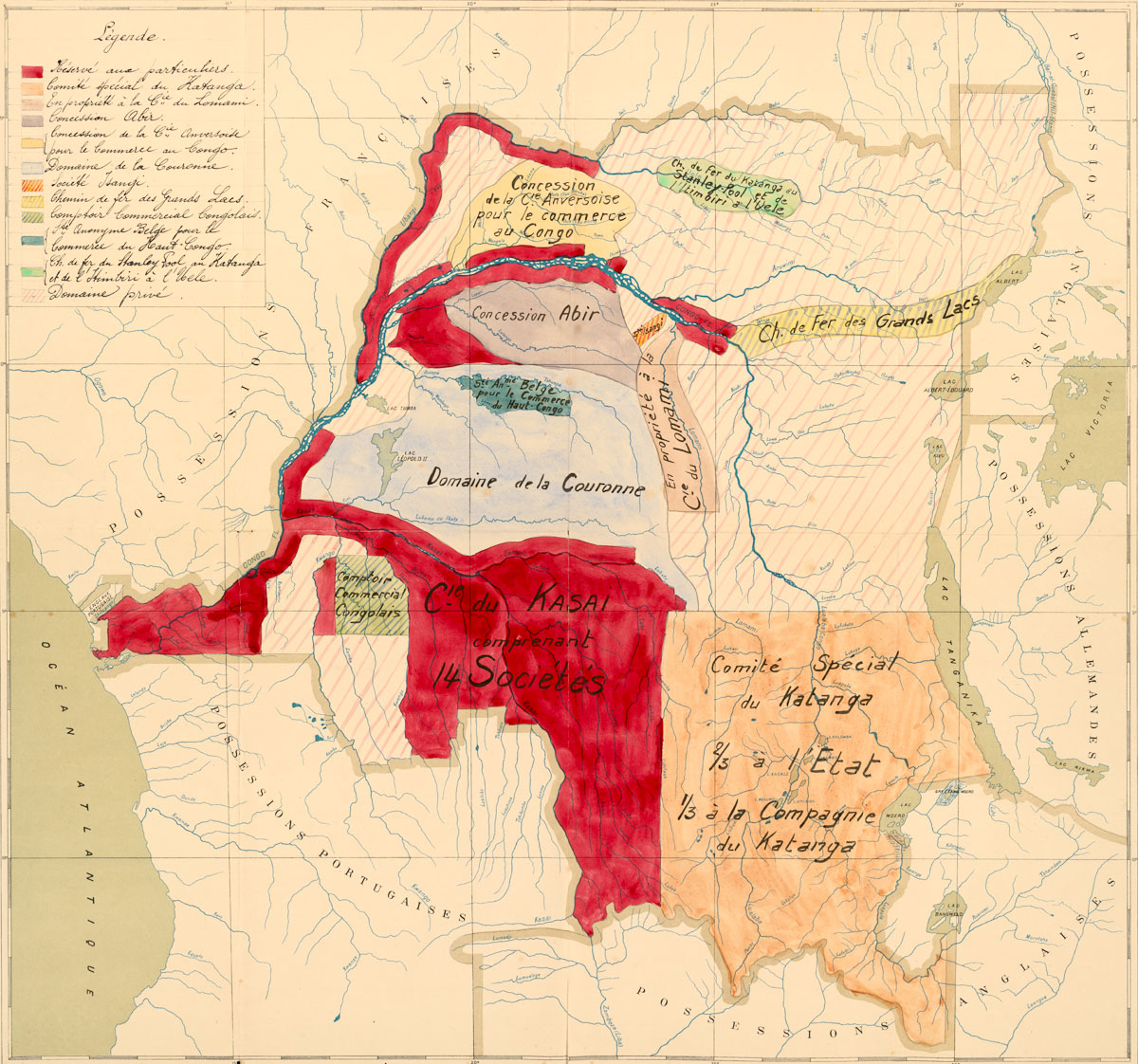
Kaart van Congo Vrijstaat met territoriale onderverdelingen van concessiehouders, eind 19e begin 20e eeuw.

De Vrijstaat was in de eerste plaats bedoeld om winstgevend te zijn voor Leopold en zijn investeerders. De financiën waren vaak precair. Vroege afhankelijkheid van de export van ivoor leverde niet zoveel geld op als gehoopt en de in de Conferentie van Berlijn opgelegde onmogelijkheid om import- en exportheffingen en douanerechten op te leggen zorgde dat het koloniale bestuur vaak schulden had, waarbij het een aantal keer in gebreke bleef. Een plotselinge toename van de vraag naar natuurlijk rubber in de jaren 1890 door de ontwikkeling van luchtbanden zou uiteindelijk een einde aan deze problemen maken. Onder bestuur van de koning werden Congolese mannen gedwongen om latex uit rubberbomen af te tappen, dat vervolgens werd verwerkt tot rubber en naar Europa en Noord-Amerika werd geëxporteerd. De uitvoer steeg van 1895 tot 1900 van 580 naar 3740 ton.
Om de exploitatie van de kolonie te vergemakkelijken, werd het land in 1891 verdeeld onder het zogenoemde régime domanial. Alle braakliggende grond, inclusief bossen en niet-bebouwde gebieden, werd als onbewoond verklaard, waardoor veel van de hulpbronnen van Congo (vooral rubber en ivoor) onder directe koloniale eigendom vielen.  Concessies werden toegewezen aan particuliere maatschappijen. In het noorden kreeg de Société anversoise du commerce au Congo 160.000 km2, terwijl de Anglo-Belgian India Rubber Company (ABIR) een vergelijkbaar gebied in het zuiden kreeg. De Compagnie du Katanga en Compagnie des Grands Lacs kregen kleinere concessies in respectievelijk het zuiden en het oosten. Leopold behield een groot deel van het grondgebied onder persoonlijk bestuur, bekend als het Domaine de la Couronne (Kroondomein), van 250.000 km2. Dit werd toegevoegd aan het privédomein van Leopold II.  Het grote merendeel van de economische exploitatie van het Congolese binnenland werd dus uitgevoerd door Leopold en de grote concessiehouders. Het systeem was buitengewoon winstgevend en ABIR behaalde een omzet van meer dan 100 procent op zijn oorspronkelijke belang in één jaar. De koning maakte tussen 1896 en 1905 70 miljoen Belgische frank winst uit het systeem. Het concessiesysteem van de Vrijstaat werd al snel gekopieerd door andere koloniale regimes, met name die in het aangrenzende Frans Congo.

## Misdaden

### Rubberbelasting en dwangarbeid

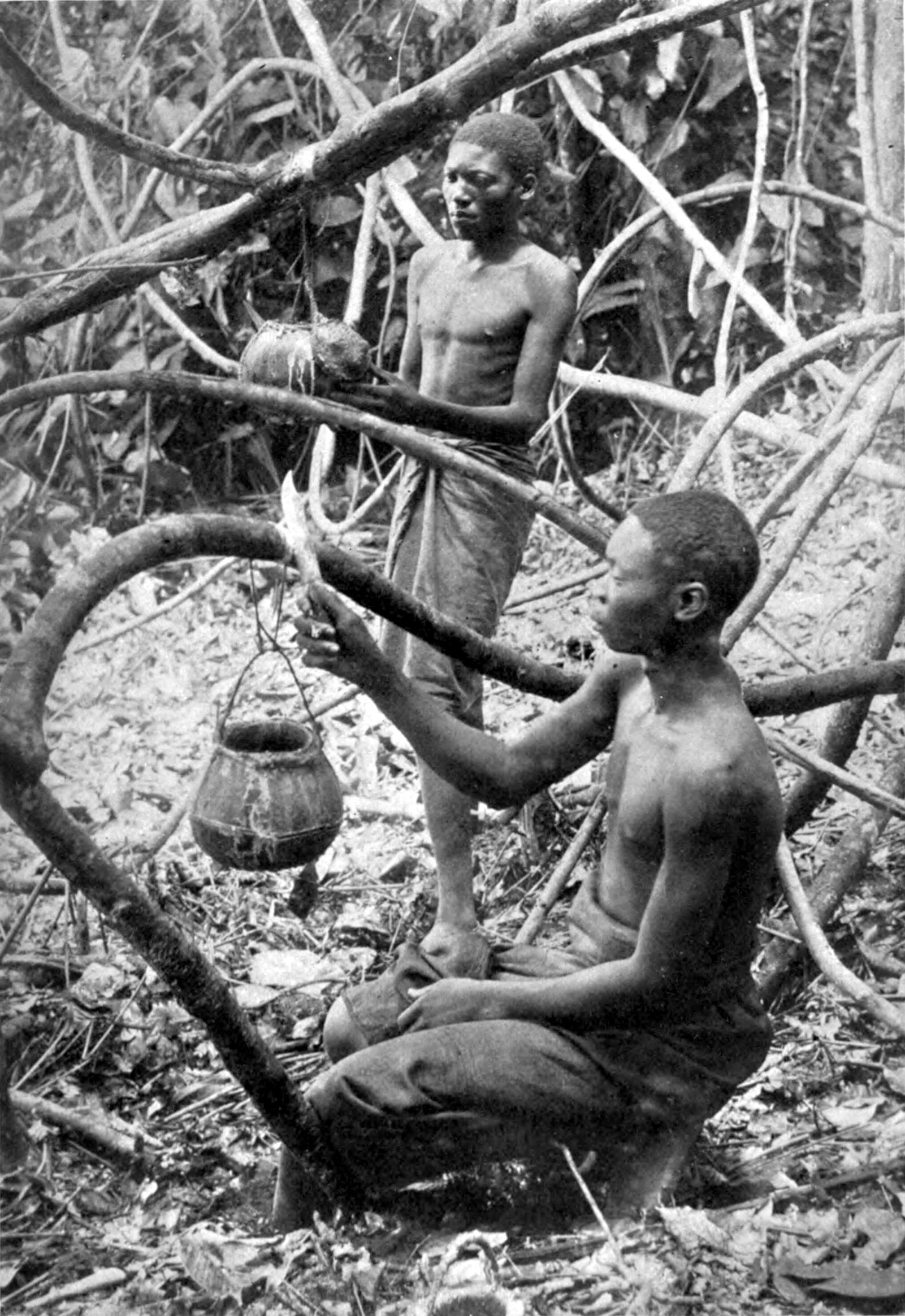
Congolese arbeiders die latex (rubber) tappen nabij Lusambo in Kasai

Latex werd het belangrijkste exportproduct. Om de productiviteit te verhogen werd een 'rubberbelasting' ingevoerd. Getapt latex diende ingeleverd te worden bij handelsposten om aan de belastingen te voldoen. Dit creëerde dwangarbeid naarmate bedrijven steeds afhankelijker werden van de Congolese arbeid voor hun winning van latex. De staat rekruteerde zwarte functionarissen, bekend als capita's, om de lokale arbeid te organiseren. De wens om de latexwinning te maximaliseren, en dus de winst voor de staat, betekende dat de centraal afgedwongen eisen vaak willekeurig werden gesteld zonder rekening te houden met de aantallen of het welzijn van de mensen. In de concessiegebieden konden de concessiemaatschappijen vrijwel alle maatregelen gebruiken die zij wilden om de productie en winst te verhogen zonder staatsinmenging. Het ontbreken van toezicht op de gebruikte winningsmethoden leidde in de hele Vrijstaat tot een sfeer van "informaliteit", hetgeen uitbuiting en mishandeling eenvoudig maakte. Behandeling van arbeiders, bijvoorbeeld de duur van het werk per dag, was niet geregeld en werd aan de functionarissen ter plaatse overgelaten. ABIR en de Anversoise stonden vooral bekend om de hardheid waarmee functionarissen Congolese arbeiders behandelden.

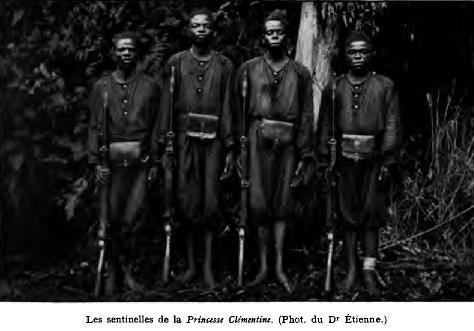
Soldaten van de Force Publique gefotografeerd in 1900

Mensen die weigerden latex te tappen werden gedwongen. Opstandelingen werden geslagen of kregen zweepslagen met de chicotte. Er werden mensen gegijzeld om mensen aan te zetten tot versnelde winning van latex en strafexpedities werden ondernomen om dorpen die niet meewerkten te vernietigen. Het beleid leidde tot de teloorgang van het Congolese economische en culturele leven en de lokale landbouw kwam in bepaalde gebieden onder druk te staan.
De handhaving was meestal in handen van de Force Publique, het koloniale leger. De Force was opgericht in 1885, met officieren en onderofficieren gerecruteerd uit Europa en soldaten gerekruteerd uit onder meer Zanzibar, Nigeria en Liberia. In Congo rekruteerde het leger uit specifieke etnische groepen en lagen uit de bevolking waaronder de Bangala. De zogenaamde Zappo-Zaps, van de etnische groep Songye, waren het meest gevreesd. De Zappo-Zaps maakten misbruik van hun positie door overvallen op het platteland en mensen tot slaaf te maken. Tegen 1900 telde de Force Publique 19.000 mannen.
De latexbelasting en de gewelddadige uitbuiting van de bevolking die daarmee gepaard ging, ontstond met de oprichting van het concessieregime in 1891 en duurde tot 1906 toen het concessiesysteem werd ingeperkt. Op zijn hoogtepunt vond het vooral plaats in de regio's Équateur, Bandundu en Kasai.

### Verminkingen en wreedheden

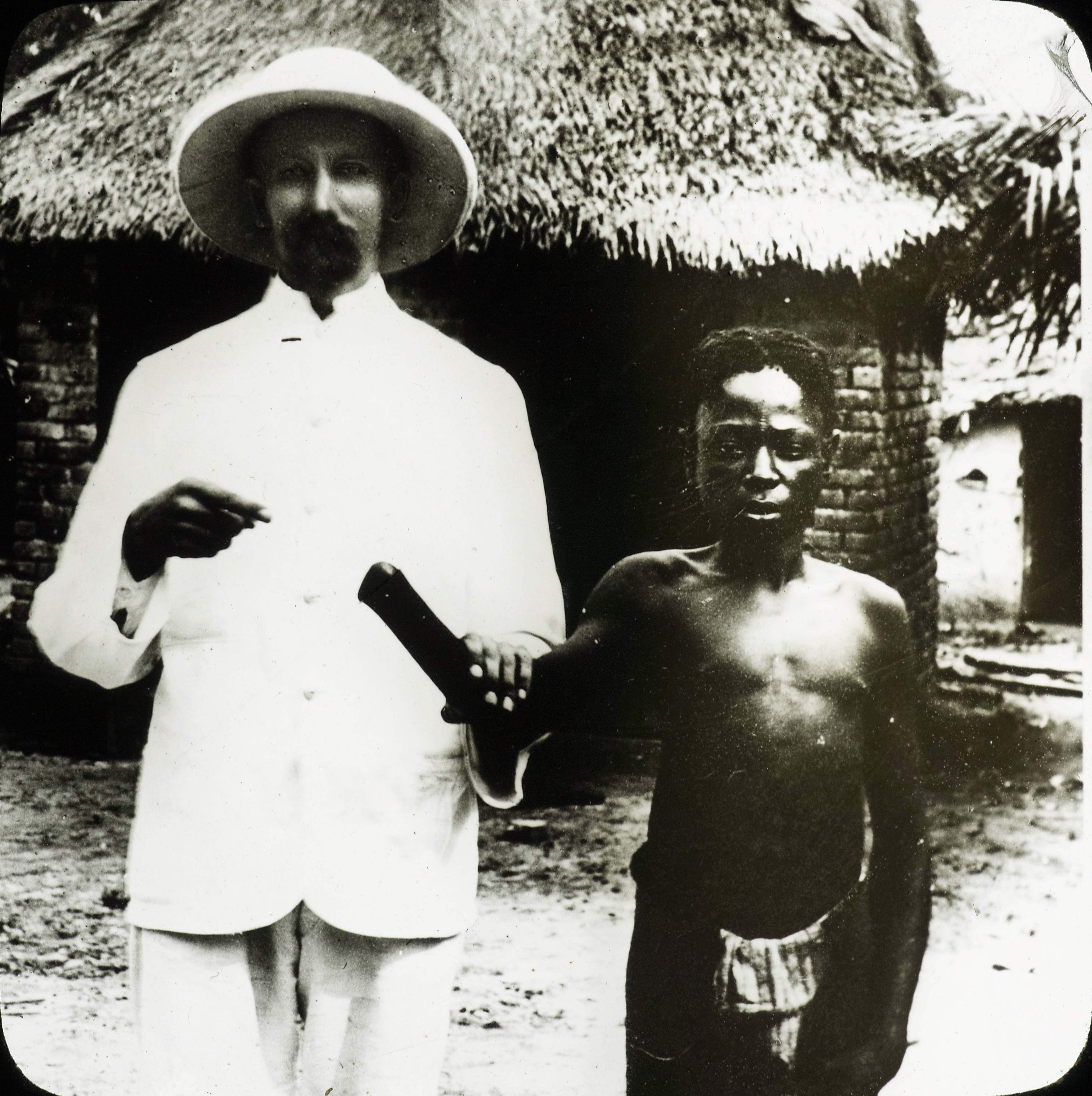
Een missionaris wijst naar de afgehakte hand van een Congolese dorpsbewoner.

Congolese mannen met afgesneden handen, foto genomen door Alice Seeley Harris in Baringa, mei 1904

Het niet behalen van de rubberquota werd hard bestraft. Naast gevangenneming en gijzelingen kon bestraffing ook de vorm aannemen van fysiek geweld, bijvoorbeeld zweepslagen met de chicotte, verbranding met gom of het op een andere manier doden van de bevolking.
De Force Publique had de verplichting een hand van hun slachtoffers in te leveren als bewijs wanneer ze iemand hadden neergeschoten en vermoord, omdat men geloofde dat ze anders de munitie (tegen aanzienlijke kosten uit Europa geïmporteerd) zouden gebruiken voor de jacht. Als gevolg hiervan werden de rubberquota gedeeltelijk in afgehakte handen terugbetaald. Soms werden de handen verzameld door de soldaten van de Force Publique, soms door de dorpen zelf. Er waren kleine oorlogen waarbij dorpen naburige dorpen aanvielen om handen te verzamelen, omdat hun rubberquota onrealistisch hoog waren en er niet aan kon worden voldaan. Een katholieke priester citeert Tswambe, die spreekt over de staatsfunctionaris Léon Fiévez, die aan het hoofd stond van een district langs de rivier, 500 kilometer ten noorden van Stanley Pool:
Alle zwarten zagen deze man als de duivel van de evenaar[...] van alle lichamen die in het veld waren gedood, moest je de handen afhakken. Hij wilde het aantal handen zien dat iedere soldaat had afgehakt, die ze in manden naar hem toe moesten brengen. [...] Een dorp dat weigerde rubber te leveren zou helemaal worden uitgemoord. Als jonge man zag ik [Fiévez'] soldaat Molili, die toen het dorp Boyeka bewaakte, een groot net pakken, daar tien gearresteerde inheemse mannen in stoppen, grote stenen aan het net bevestigen en het in de rivier kieperen. [...] Rubber was de oorzaak van deze kwellingen; daarom willen we de naam ervan niet meer horen uitspreken. Soldaten dwongen jonge mannen hun eigen moeders en zusters te doden of te verkrachten. 

Een lage officier beschreef een inval om een dorp te straffen dat had geprotesteerd. De bevelvoerder "beval ons de hoofden van de mannen af te hakken en op te hangen aan de dorpspalissades... en de vrouwen en de kinderen op te hangen in de vorm van een kruis". Nadat hij een Congolese persoon voor het eerst had zien doden, schreef een Deense zendeling: "De soldaat zei: 'Neem dit niet zo ter harte. Ze vermoorden ons als we het rubber niet meenemen. De commissaris heeft ons beloofd dat hij onze dienst zal inkorten als we voldoende handen hebben.'" In de woorden van Forbath: 
 De manden met afgehakte handen, neergezet aan de voeten van de Europese bevelhebbers, werden het symbool van Congo-Vrijstaat. De verzameling handen werd een doel op zich. Soldaten van de Force Publique brachten ze naar de stations in plaats van rubber; ze gingen zelfs op pad om ze te oogsten in plaats van rubber. Ze werden een valuta. Ze kwamen om te worden gebruikt om tekorten in rubberquota te compenseren, voor het vervangen van mensen die werden gevraagd om dwangarbeider te zijn; en de soldaten van de Force Publique ontvingen hun bonussen op basis van het aantal handen dat ze hadden verzameld.

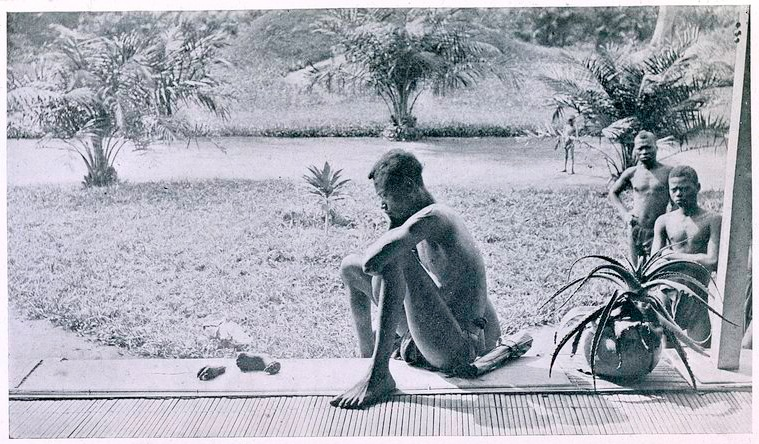
Een man zonder hand staart naar de hand en voet van zijn vijf jaar oude dochter (1904)

In theorie bleek elke rechterhand een moord te zijn. In de praktijk speelden soldaten soms vals door simpelweg de hand af te snijden en het slachtoffer voor dood achter te laten. Verschillende overlevenden zeiden later dat ze een bloedbad hadden overleefd door zich dood te gedragen, niet te bewegen zelfs wanneer hun handen waren afgehakt, en te wachten tot de soldaten vertrokken voordat ze hulp zochten. In sommige gevallen kon een soldaat zijn diensttijd verkorten door meer handen mee te nemen dan de andere soldaten, wat leidde tot wijdverbreide verminkingen van mensen.

### Gevangenissen en gijzelingen

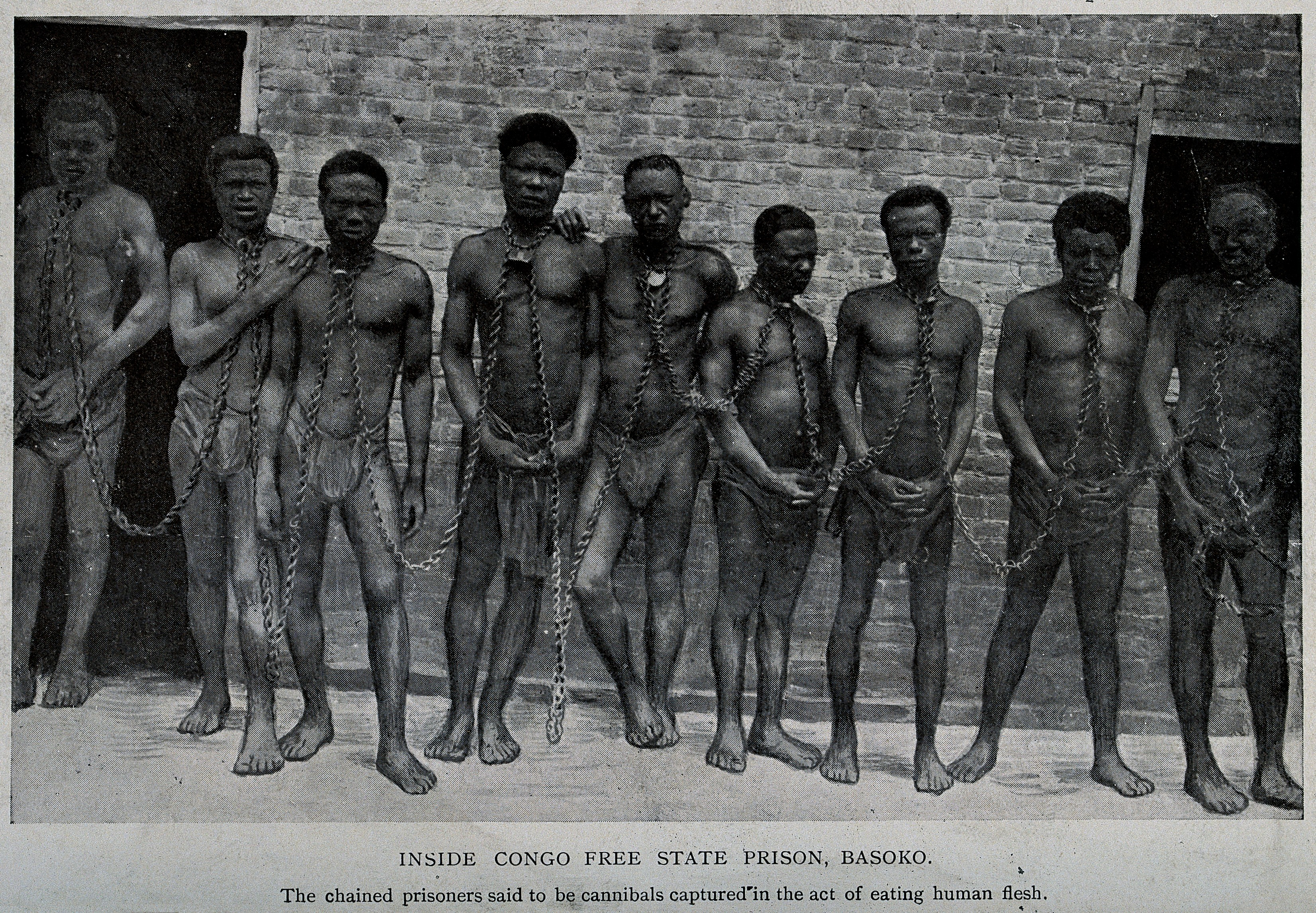
Een rij Congolese gevangenen in Basoko verbonden door grote nekkettingen.

Een praktijk die werd gebruikt om de bevolking te dwingen om latex af te tappen, was het gijzelen van vrouwen en familieleden. Leopold heeft gijzelingen nooit als officieel beleid verklaard en de autoriteiten van de Vrijstaat in Brussel ontkenden nadrukkelijk dat dit beleid in gebruik was. Desalniettemin leverde de administratie aan elke handelspost in Congo een vijfdelig handboek genaamd Manuel du voyageur et du résident au Congo met daarin ook een uitleg over hoe dorpelingen te gijzelen om de dorpshoofden onder druk te zetten. Elke handelspost had een militaire gevangenis voor gijzelaars. ABIR-agenten zouden het hoofd van een dorp gevangen zetten dat zijn quotum had onderschreden; in juli 1902 meldde een post dat er 44 leiders in de gevangenis zaten. Deze gevangenissen waren in slechte staat en de handelsposten in Bongandanga en Mompono registreerden elk een sterftecijfer van drie tot tien gevangenen per dag in 1899. Personen met een verleden van verzet tegen ABIR werden gedeporteerd naar gedwongen werkkampen. Er waren minstens drie van dergelijke kampen: één in Lireko, één aan de boven-Maringa en één aan de boven-Lopori.

### Verzet, collaboratie en oorlogen
De reactie van de Congolezen op de kolonisatie bestond zowel uit verzet als uit collaboratie.
Lokale leiders maakten deals met de kolonisator omdat dit militaire steun betekende tegen interne concurrenten en vijandige buren, evenals toegang tot wapens en westerse goederen. Lokale leiders die niet wilden meewerken of te veel hun eigen koers vaarden, werden vroeg of laat door gewelddadige strafexpedities door de Force Publique gedwongen in de pas te lopen.
Zo werden de inheemse staten, het Yeke-koninkrijk van Msiri, de Zande-federatie en het Swahili-sprekende grondgebied in Oost-Congo onder Tippu Tip, die weigerden het koloniale gezag te erkennen, door de Force Publique meedogenloos verslagen tijdens de Congo-Arabische oorlog. In 1895 brak militaire muiterij uit tussen de Batetela in Kasai, wat leidde tot een opstand van vier jaar. Het conflict was bijzonder wreed en veroorzaakte een groot aantal slachtoffers.

### Hongersnood
De rubberbelasting van de maatschappijen zoals ABIR werd de oorzaak van hongersnood en ziekte. ABIR's systeem van belastinginning dwong mannen uit de dorpen om latex af te tappen, wat betekende dat er geen arbeid beschikbaar was om land vrij te maken voor landbouw. Vrouwen moesten daardoor gewassen blijven telen op uitgeputte landbouwgronden, wat resulteerde in lagere opbrengsten. Het probleem werd verergerd door functionarissen die gewassen en vee stalen. In 1899 vond bij de handelspost in Bonginda een hongersnood plaats en in 1900 noteerden missionarissen een verschrikkelijke hongersnood in de concessie van ABIR.

### Kinderkolonies
Leopold II richtte in de jaren 1890 kinderkolonies op. De kolonies werden geleid door katholieke missionarissen en waren bedoeld voor onderwijs, maar werden allengs een kweekvijver voor het leger. Het waren de enige scholen die door de staat werden gefinancierd. Congolese kinderen uit dorpen werden gedwongen hierin gestuurd. Meer dan 50% van de kinderen die naar deze scholen werden gestuurd stierven aan ziekte, en nog eens duizenden stierven in de gedwongen mars naar de koloniën. In een dergelijke mars werden 108 jongens naar een zendingsschool gestuurd en slechts 62 overleefden, van wie er acht een week later stierven.

### Arbeid van niet-Congolezen
Niet enkel de oorspronkelijke Congolese bevolking werd door Congo-Vrijstaat aan het werk gezet. 540 Chinese arbeiders werden geïmporteerd om aan het spoor in Congo te werken, 300 van hen zouden sterven of hun post verlaten. Caribische volkeren en mensen uit andere Afrikaanse landen werden ook geïmporteerd om aan het spoor te werken, waarbij 3600 in de eerste twee jaar van de werken zouden sterven aan ongevallen, gebrek aan onderdak, geseling, honger en ziekte.

## Internationaal protest

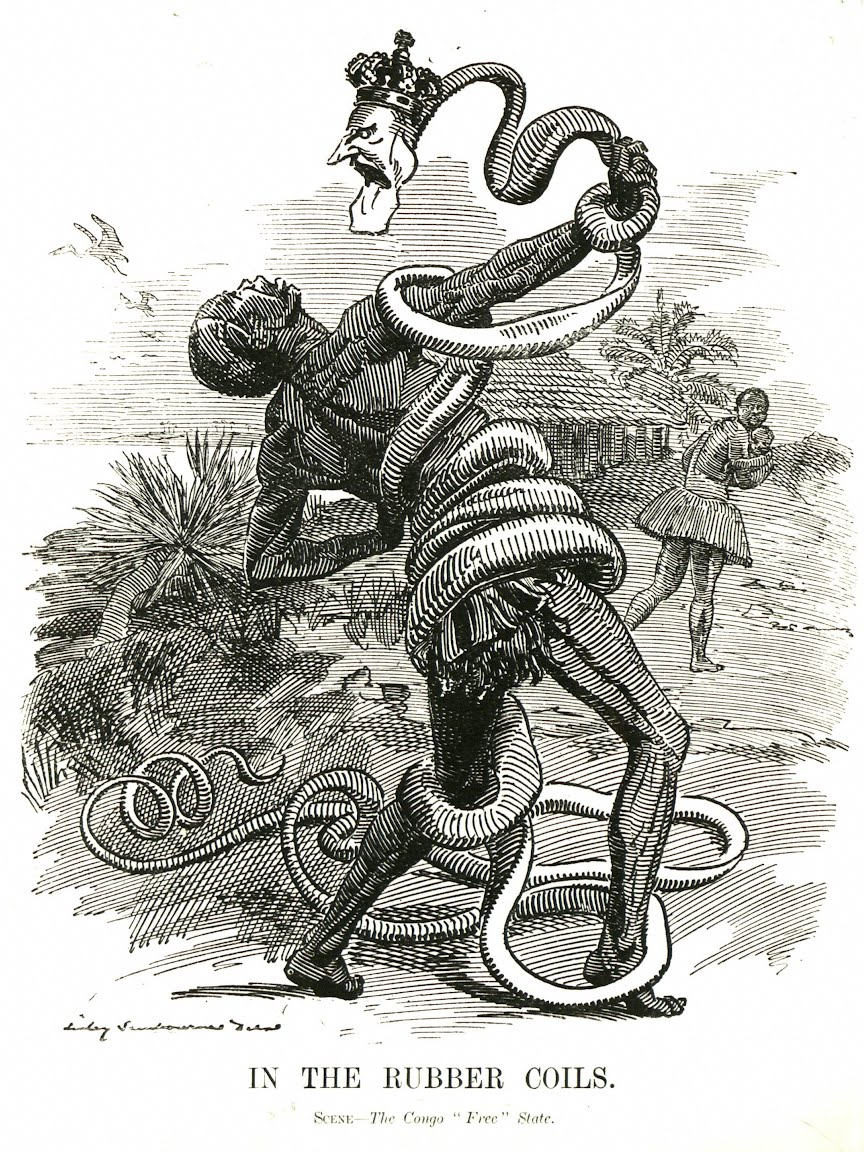
Spotprent uit 1906 van Edward Linley Sambourne in het Britse satirische tijdschrift Punch met een Congolese rubberarbeider, in de wurggreep van een slang met het hoofd van Leopold II

Uiteindelijk leidde toenemend kritisch onderzoek naar het regime van Leopold tot een campagnebeweging die veel aanhang kreeg, voornamelijk vanuit het Verenigd Koninkrijk en de Verenigde Staten, om Leopold te dwingen afstand te doen van zijn eigendom van Congo. In veel gevallen baseerden de campagnes hun informatie op rapporten van Britse en Zweedse zendelingen die in Congo werkten.
In 1890 bezocht de Amerikaanse journalist George Washington Williams de vrijstaat. Hij schreef een kritische open brief aan Leopold over de erbarmelijke omstandigheden en misdaden die hij daar aantrof. Publieke belangstelling voor de misdaden in Congo-Vrijstaat groeide sterk vanaf 1895, toen de Stokes Affair en meldingen van verminkingen het Europese en Amerikaanse publiek bereikten. Leopold stelde de Commission pour la Protection des Indigènes in, die samengesteld was uit buitenlandse missionarissen, maar deed weinig ernstige inspanningen om inhoudelijke hervormingen door te voeren.
In het Verenigd Koninkrijk werd na 1900 de beweging geleid door de Edmund Dene Morel, wiens boek Red Rubber (1906) een groot publiek bereikte. Bekende leden van de beweging waren de romanschrijvers Mark Twain, Joseph Conrad en Arthur Conan Doyle evenals Belgische socialisten zoals Emile Vandervelde. In mei 1903 leidde een debat in het Britse Lagerhuis tot het aannemen van een resolutie ter veroordeling van Congo-Vrijstaat. Kort daarop ondernam de Britse consul Roger Casement die gestationeerd was in de Congolese stad Boma een reis door Congo om de omvang van de misstanden te onderzoeken. Hij bracht zijn rapport in december uit en een herziene versie werd in februari 1904 aan de autoriteiten van Congo-Vrijstaat toegezonden. In een poging de Congolese arbeiders te behouden en de Britse kritiek te smoren, startte Leopold projecten om ziekten te bestrijden. Hij nodigde experts van de Liverpool School of Tropical Medicine uit om hiermee te helpen. Functionarissen van de Vrijstaat verdedigden zich ook tegen beschuldigingen dat niet de uitbuiting tot een ernstige bevolkingsafname had geleid maar ziektes als pokken en slaapziekte. Bewegingen zoals de Congo Reform Association verzetten zich niet tegen het kolonialisme maar probeerden in plaats daarvan de excessen van de Vrijstaat te beëindigen door België aan te moedigen de kolonie officieel te annexeren. Dit zou het delicate machtsevenwicht tussen Frankrijk en Groot-Brittannië op het continent niet beschadigen. Terwijl aanhangers van het Vrijstaatregime zich probeerden te verweren tegen beschuldigingen van wreedheden, bevestigde een onderzoekscommissie in 1904 de verhalen over de wreedheden. De druk op de Belgische overheid nam bijgevolg toe.
In 1908 annexeerde België als direct gevolg van de kritiek formeel het grondgebied, waardoor Belgisch Congo ontstond. De omstandigheden voor de inheemse bevolking verbeterden door het verminderen van dwangarbeid, maar veel functionarissen die voorheen voor de Vrijstaat hadden gewerkt, bleven ook nog lang na annexatie op hun post. In plaats van Congolezen rechtstreeks te verplichten om te werken bij koloniale ondernemingen, gebruikte de Belgische overheid een belasting die Congolezen onder druk zette om werk te vinden bij Europese werkgevers om belastingen te kunnen voldoen. Enige tijd na het einde van de Vrijstaat moesten de Congolezen ook een bepaald aantal dagen per jaar werken voor infrastructuurprojecten. Ondanks deze maatregelen leidde de erfenis van de bevolkingsafname door het bewind van Leopold II tot een ernstig tekort aan arbeidskrachten. De koloniale overheid moest vaak de toevlucht nemen tot migraties om de opkomende bedrijven van arbeidskrachten te voorzien.

## Bevolkingsafname

### Oorzaken
Historici zijn het er in het algemeen over eens dat een grote bevolkingsafname plaatsvond tijdens de twee decennia van de Vrijstaat-heerschappij in Congo. Er wordt beweerd dat de vermindering in Congo atypisch was en kan worden toegeschreven aan de directe en indirecte effecten van koloniale overheersing, waaronder ziekte en dalende geboortecijfers.
De historicus Adam Hochschild argumenteerde dat de sterke daling van de bevolking van de Vrijstaat het gevolg was van een combinatie van ziekte, een dalend geboortecijfer, uithongering, uitputting en moord. Slaapziekte was destijds een belangrijke oorzaak van overlijden. Tegenstanders van het bewind van Leopold II stellen dat deze verantwoordelijk was voor de verspreiding van de epidemie. Een klein deel van de bevolkingsafname is toe te schrijven aan het geweld. In een lokale studie van de Kuba- en Kete-bevolking schatte de historicus Jan Vansina dat geweld verantwoordelijk was voor de dood van minder dan vijf procent van de bevolking.
Ziekten die zich verspreidden via Arabische handelaren, Europese kolonisten en Afrikanen teisterden de bevolking en overtroffen het aantal doden door geweld aanzienlijk. Pokken, slaapziekte, amoebische dysenterie, geslachtsziekten (vooral syfilis en gonorroe) en varkensgriep waren bijzonder ernstig. Advocaat Raphael Lemkin schreef de snelle verspreiding van ziekten in Congo toe aan de inheemse soldaten in dienst van de Belgen, die door het land trokken en seks hadden met vrouwen op veel verschillende plaatsen. Hierdoor werden ziekten verspreid over een groter gebied. Vooral slaapziekte was epidemisch in grote gebieden van Congo en had een hoog sterftecijfer. in 1901 zijn naar schatting 500.000 Congolezen overleden aan slaapziekte. Vansina schatte dat vijf procent van de Congolese bevolking stierf aan varkensgriep. In gebieden waar dysenterie endemisch werd, kon tussen de 30 en 60 procent van de bevolking sterven. Vansina wees ook op de effecten van ondervoeding en voedseltekorten bij het verminderen van de immuniteit voor de nieuwe ziekten. De disruptie van de Afrikaanse plattelandsbevolking heeft mogelijk bijgedragen tot de verdere verspreiding van ziekten. Desondanks schreef historicus Roger Anstey dat 'een sterke bundel van lokale, orale traditie het rubberbeleid als een grotere oorzaak van sterfte en ontvolking beschouwt dan de plaag van slaapziekte of de periodieke verwoestingen van pokken.'
Er wordt ook algemeen aangenomen dat ook het geboortecijfer tijdens de periode daalde, wat betekent dat het groeipercentage van de bevolking daalde ten opzichte van het natuurlijke sterftecijfer. Vansina merkt echter op dat pre-koloniale samenlevingen hoge geboortecijfers en sterftecijfers hadden, wat in de loop van de tijd tot veel natuurlijke populatiefluctuaties leidde. Onder de Kuba, was de periode van 1880 tot 1900 echter een periode van bevolkingsuitbreiding.

### Schattingen
Er vond een grote bevolkingsafname plaats tijdens de periode dat Leopold II het bewind voerde, maar schattingen van het dodental variëren aanzienlijk. Schattingen van enkele hedendaagse onderzoekers suggereren dat de bevolking in deze periode met de helft is afgenomen. Volgens Edmund Dene Morel telde Congo-Vrijstaat 20 miljoen mensen. Ascherson citeert een schatting door Roger Casement van een bevolkingsdaling van drie miljoen, hoewel hij opmerkt dat het "vrijwel zeker een onderschatting is". Peter Forbath gaf een cijfer van ten minste 5 miljoen doden, terwijl John Gunther ook een cijfer van 5 miljoen verdedigt als een minimale schatting en 8 miljoen als het maximum.
Bij het ontbreken van een volkstelling die zelfs een eerste idee gaf van de omvang van de bevolking van de regio bij het begin van Congo-Vrijstaat (de eerste volkstelling werd ondernomen in 1924), is het onmogelijk om de populatieveranderingen in de periode te kwantificeren. Desondanks beweerde Forbath dat het verlies ten minste vijf miljoen bedroeg. Adam Hochschild en Jan Vansina gebruiken het aantal van 10 miljoen. Hochschild haalt verschillende recente onafhankelijke onderzoekslijnen aan, door antropoloog Jan Vansina en anderen, die lokale bronnen onderzoeken (politieregisters, religieuze archieven, orale tradities, genealogieën, persoonlijke dagboeken). Deze komen over het algemeen overeen met de beoordeling van de Belgische overheidscommissie van 1919: grofweg de helft van de bevolking stierf tijdens de Vrijstaat-periode. Aangezien de eerste officiële telling door de Belgische autoriteiten in 1924 aan een bevolkingsaantal kwam van ongeveer 10 miljoen, suggereren deze verschillende benaderingen een totaal van ruwweg 10 miljoen doden. Jan Vansina keerde terug naar de kwestie van het kwantificeren van de totale bevolkingsafname en herzag zijn eerdere positie, hij concludeerde dat de Kuba-bevolking (een van de vele Congolese bevolkingsgroepen) steeg tijdens de eerste twee decennia van Leopold II's heerschappij en daalde met 25 procent van 1900 tot 1919, voornamelijk vanwege ziekte. Anderen beargumenteerden een afname van 20 procent gedurende de eerste veertig jaar van koloniale overheersing (tot de volkstelling van 1924). Volgens historicus Isidore Ndaywel è Nziem stierven 13 miljoen mensen. Er bestaan echter geen verifieerbare gegevens. Louis en Stengers stellen dat bevolkingscijfers aan het begin van Leopolds controle slechts "wilde gissingen" zijn, terwijl ze de poging van ED Morel en anderen om tot een cijfer voor bevolkingsverliezen te komen, niet meer dan "verzinsels" vinden. Auteurs die wijzen op het gebrek aan betrouwbare demografische gegevens worden echter in twijfel getrokken door anderen die hen minimalisten en agnostici noemen.
Sinds de eerste volkstelling van de Congolese bevolking werd gehouden in 1924, is er een consensus onder historici dat een nauwkeurige schatting van de bevolkingsafname of het aantal sterfgevallen onmogelijk is.
Het meest uitgebreide onderzoek naar de demografische effecten van het beleid in Congo-Vrijstaat komt van historisch demograaf J.P. Sanderson. In 2010 concludeert hij op basis van zijn onderzoek dat de claims van 20 miljoen of meer Congolezen in 1885 onhoudbaar zijn. Sanderson schat het bevolkingsaantal in 1885 in Congo rond de 10 a 15 miljoen inwoners.
In 2020 formuleert Sanderson een schatting van de bevolkingsafname onder de heerschappij van Leopold II, gebaseerd op zowel historische data uit Congo-Vrijstaat alsook data betreffende andere historische gevallen van massasterfte. Sanderson concludeert dat het meest waarschijnlijke scenario een bevolkingsafname is van ongeveer 1,5 miljoen, van 11,5 miljoen inwoners in 1885 tot ongeveer 10 a 10,3 miljoen inwoners na de val van Congo-Vrijstaat. Deze bevolkingsafname wijt Sanderson aan een combinatie van een verlaagde fertiliteit en een verhoogde mortaliteit veroorzaakt door ziekte, honger en gewapend geweld.

## Nasleep
De omvang van de bevolkingsafname tijdens het bewind van Leopold II is het onderwerp van een historiografisch debat. Noch de Belgische monarchie noch de Belgische staat heeft zich ooit officieel verontschuldigd. Op 30 juni 2020, exact 60 jaar na de onafhankelijkheid van Congo, drukte koning Filip wel zijn gevoel van spijt uit bij de Congolese president Félix Tshisekedi.

### Term "genocide"
Het grote aantal doden onder het regime van de Vrijstaat heeft ertoe geleid dat sommige wetenschappers de wreedheden in verband hebben gebracht met latere genociden, maar anderen betwisten toepassing van de term genocide op de doden onder het bewind van het koloniale bestuur als gevolg van zware economische uitbuiting. Volgens de definitie van de Verenigde Naties van 1948 van de term "genocide" is een genocide "handelingen die zijn gepleegd met het doel een nationale, etnische, raciale of religieuze groep geheel of gedeeltelijk te vernietigen". Socioloog Rhoda Howard-Hassmann verklaarde dat omdat de Congolezen volgens dit criterium niet systematisch werden gedood, "technisch gezien, dit geen genocide was, zelfs niet in een juridisch retroactieve zin." Hochschild en politicoloog Georges Nzongola-Ntalaja verwierpen beschuldigingen van genocide in de Vrijstaat omdat er geen bewijs was van een beleid van opzettelijke uitroeiing of de wens om specifieke bevolkingsgroepen te elimineren.
Historici zijn het er over het algemeen over eens dat uitroeiing nooit het beleid van de Vrijstaat was. Historicus David Van Reybrouck schrijft: "Het is grotesk om [...] van een 'genocide' of 'holocaust' te gewagen; want een genocide veronderstelt een bewuste, geplande vernietiging van een specifieke bevolkingsgroep en dat was hier nooit de bedoeling, noch het resultaat [...] Maar het was wel een hekatombe, een slachting op ongelooflijke schaal die niet bedoeld was, maar wel veel sneller begrepen had kunnen worden als collateral damage van een perfide, roofzuchtige exploitatiepolitiek". Historica Barbara Emerson verklaarde: “Leopold startte geen genocide. Hij was hebzuchtig en koos ervoor om niet geïnteresseerd te zijn wanneer dingen uit de hand liepen.”
Historici hebben betoogd dat vergelijkingen die door sommigen in de pers zijn getrokken tussen het dodental door de wreedheden van de Vrijstaat en de Holocaust tijdens de Tweede Wereldoorlog, verantwoordelijk waren voor het creëren van onnodige verwarring over de terminologie.  In één incident gebruikte de Japanse krant Yomiuri Shimbun het woord "genocide" in de titel van een artikel uit 2005 van Hochschild. Hochschild zelf bekritiseerde de titel als "misleidend" en verklaarde dat deze was gekozen "zonder mijn medeweten". Soortgelijke kritiek werd herhaald door historicus Jean-Luc Vellut.
Beschuldigingen van genocide in de Vrijstaat zijn in de loop van de tijd gemeengoed geworden. Politicoloog Martin Ewans schreef: "Het Afrikaanse regime van Leopold werd een synoniem voor uitbuiting en genocide." Volgens historicus Timothy J. Stapleton : "Degenen die de term genocide toepassen op het regime van Leopold lijken dit alleen te doen op basis van de overduidelijke gruwel en het massale aantal mensen dat mogelijk is omgekomen." Robert Weisbord betoogde dat er niet de bedoeling hoeft te zijn om alle leden van een populatie uit te roeien om van genocide te kunnen spreken. Hij stelde dat "een poging om een deel van een volk te elimineren in aanmerking zou komen als genocide" volgens de VN-normen en verdedigde de stelling dat de Vrijstaat dit ook deed. Jeanne Haskin en Yaa-Lengi Meema Ngemi noemden de wreedheden ook een genocide. Lemkin, bedenker van de term "genocide", schreef in de jaren 1950 een manuscript (het werd niet gepubliceerd) dat stelde dat de daden in de Vrijstaat kunnen beschouwd worden als "een ondubbelzinnige genocide", en schreef het grootste deel van de bevolkingsdaling aan de repressieve acties van koloniale troepen toe. In 2005 vroeg een motie in het Britse Lagerhuis, geïntroduceerd door Andrew Dismore, om de erkenning van de wreedheden van de Congo-Vrijstaat als een "koloniale genocide" en riep de Belgische regering op om zich formeel te verontschuldigen. De motie werd gesteund door 48 parlementsleden.
In 1998 publiceerde Hochschild De geest van koning Leopold II, een boek over wreedheden begaan tijdens het bestaan van de Vrijstaat waarbij hij een verband zag met de Holocaust. Het boek werd een bestseller in België, maar wekte kritiek omdat die de omvang van de wreedheden en de bevolkingsafname zou overdrijven en de gebeurtenissen vergelijkt met de Holocaust. Rond de 50e viering van de onafhankelijkheid van Congo van België in 2010 publiceerden tal van Belgische schrijvers over Congo. Historicus Idesbald Goddeeris bekritiseerde deze werken – inclusief Van Reybrouks Congo: Een geschiedenis – voor het afzwakken van de wreedheden begaan in de Congolese Vrijstaat, zeggend: "Ze erkennen de donkere periode van de Vrijstaat Congo, maar ... ze benadrukken dat het aantal slachtoffers onbekend was en dat de terreur geconcentreerd was in bepaalde regio's."
De term 'Congolese genocide' wordt vaak ook gebruikt om te verwijzen naar de massamoord en verkrachting in Oost-Congo in de nasleep van de Rwandese Genocide en de daaropvolgende Tweede Congo-oorlog tussen 1998 en 2003.